# Beresheet
Beresheet (heb. בראשית - Bereshit/Genesis) bila je izraelski lunarno vozilo koje se srušilo na Mjesec 11. travnja 2019.

## Planiranje i gradnja
Beresheet je razvio SpaceIL, grupa izraelskih svemirskih entuzijasta predvođenih softverskim poduzetnikom i milijarderom Morrisom Kahnom, u suradnji s Israel Aerospace Industries (IAI). Projekt je bio prvi isključivo privatno iniciranom i financiranom lunarnom misijom, a početnu iskru dalo je natjecanje Google Lunar X Prize. Projekt je podržala i Izraelska svemirska agencija.
Za nagradu Lunar X, koja je u međuvremenu istekla, bilo je potrebno da nakon slijetanja se proputuje najmanje 500 metara udaljenosti na površini Mjeseca. Beresheet je to trebao učiniti pomoću malih raketnih motora. Međutim, od ovog plana se odustalo.
Cijena misije bila je oko 100 milijuna dolara.

## Ciljevi
Među ciljevima misije bio je stvoriti prototip za buduća komercijalna slijetanja na Mjesec. U tu svrhu SpaceIL je želio surađivati s privatnim i državnim svemirskim tvrtkama. Sonda teška 585 kilograma i visoka 2 metra dizajnirana je za postavljanje izraelske zastave na Mjesec i proučavanje Mjesečevog magnetskog polja. 
Osim znanstvene opreme, na brodu se nalazila i vremenska kapsula. Sadržavala je analogne i digitalne medije za pohranu koji su sadržavali dokumente i djela koja su bila posebno važna za Izrael, uključujući hebrejsku Bibliju, ali i tekst i Wikipedije na engleskom jeziku. Na brodu su bili i uzorci ljudske DNK i nekoliko tisuća osušenih tardigrada. Drugi cilj misije bio je zainteresirati mlade za istraživanje svemira, tehnologiju i inženjerstvo. 
Da je uspio, Izrael bi postao četvrta nacija, nakon Sovjetskog Saveza, Sjedinjenih Država i Narodne Republike Kine, koja je uspješno spustila znanstvenu opremu na Mjesec. U isto vrijeme, Indija je također radila na sondi Chandrayaan-2 za Mjesec, koja je konačno poletila pet mjeseci nakon Beresheeta i također nije uspjela sletjeti.

## Tok misije
Sonda je lansirana 22. veljače 2019. s kozmodroma Cape Canaveral kao sekundarni teret na raketi SpaceX Falcon 9 (glavni teret bio je komunikacijski satelit PSN-6). Nakon odvajanja od gornjeg stupnja rakete, Beresheet je raspoređen u eliptičnu Zemljinu orbitu s maksimalnom visinom od 69 000 km, a noge za slijetanje su produžene. Problemi s brodskim računalom i uređajem za praćenje zvijezda pojavili su se na početku leta, ali su riješeni ili zaobiđeni ažuriranjem softvera.  
Nakon nekoliko planiranih korekcija orbite, Beresheet se okrenuo 4. travnja 2019. šestominutnim manevrom kočenja u eliptičnu putanju od 500 km × 10 000 km oko Mjeseca. Brzina sonde je smanjena za 324 m/s. Orbita je zatim povećana u nekoliko manevara na kružnu orbitu na 200 km. 
Slijetanje je bilo zakazano za 11. travnja 2019. Budući da sonda nije imala kontrolu temperature, očekivalo se da će se relativno brzo pregrijati nakon slijetanja. Njegov radni vijek na površini Mjeseca procijenjen je na dva dana.
Slijetanje je počelo na 25 km nadmorske visine i oko 800 km udaljenosti od planiranog mjesta. Na 14 km nadmorske visine došlo je do problema s inercijalnom mjernom jedinicom. Nakon toga, telemetrija je privremeno otkazala. Nakon što su uspostavili podatkovna veza, uočili su da je glavni motor isključen. Pokušaj ponovnog preuzimanja kontrole nad slijetanjem ponovnim pokretanjem sustava nije uspio. Oko 21:23 (CEST) sonda je velikom brzinom udarila u Mjesec i ostavila mali krater.  
Komunikacija sa svemirskom letjelicom u početku je bila preko zemaljske stanice na European Space and Sounding Rocket Range u Švedskoj, a zatim preko NASA-ine Deep Space Network. 

## Instrumenti i tehnički podaci
- Dimenzije: oko 2 m × 1,5 m[6]
- Uzletna masa : 585 kg, od čega oko 435 kg goriva (MON / NTO).
- Glavni motor: Modificirani Leros 2b od Namma s potiskom od 407 N, 318 s (= 3119 m/s) specifični impuls[7][8]
- Napajanje: solarne ćelije na vrhu[9]
- Znanstveno opterećenje:
  - Magnetometar Weizmannova instituta za znanost
  - Niz laserskih retroreflektora NASA Goddard Space Flight Center[10]
- Kamera u boji od 8 megapiksela s vidnim poljem od 80° × 60° i žarišna duljina 21 mm

## Vanjske poveznice
- Web stranica SpaceIL-a (engleski)